# Taunus
Pour les articles homonymes, voir Taunus (homonymie).
Le Taunus est une région de moyenne montagne dans le Land de Hesse en Allemagne. Elle s’élève au nord du Main près des villes de Francfort et de Wiesbaden. Cette chaîne constituée de schistes argileux est le prolongement géologique du Hunsrück et fait partie du massif schisteux rhénan. Les points culminants sont le Großer Feldberg (« grand Feldberg ») et le Kleiner Feldberg (« petit Feldberg ») avec des altitudes respectives de 879 m et 826 m. Ils sont situés sur la partie orientale de la chaîne.
Sa partie septentrionale est constituée par endroits de roches basaltiques ; on y trouve un certain nombre de sources minérales et de stations climatiques.
La prédominance de la forêt et la faible densité de population en font un endroit apprécié pour les excursions dans la région Rhin-Main.

## Toponymie

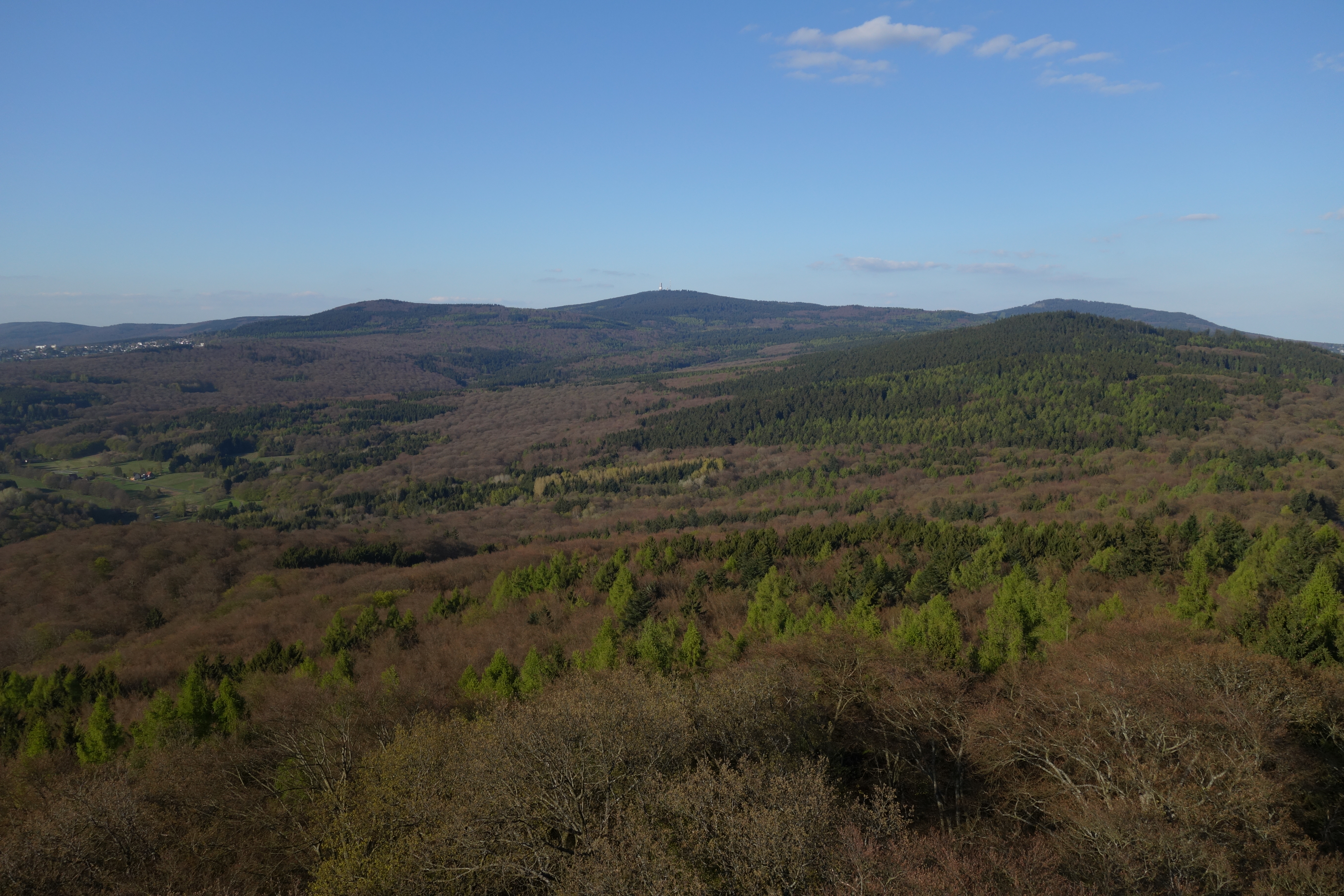
Vue le long de la crête du Taunus avec le Großer Feldberg au centre de l'arrière-plan.

Jusqu'à la fin du XVIIIe siècle, le massif était simplement désigné sous le terme de « hauteur(s) » (Höhe en allemand). Certaines municipalités comme Bad Homburg vor der Höhe et Rosbach vor der Höhe ont conservé cette désignation dans leur nom.
La première mention écrite de Taunus date de 43 ou 44 sur un document papier du géographe Pomponius Mela. Elle proviendrait de l'auteur latin Tacite, qui aurait mentionné un « castellum in monte tauno » probablement sur l'actuel territoire de Friedberg (Hessen).
Cette origine est toutefois contestée, des sources expliquant le nom par le celte Dun ou Tun désignant une hauteur ou une clôture, d'autres encore tentant de le rapprocher de la racine indo-européenne *tēu-/.

## Géographie

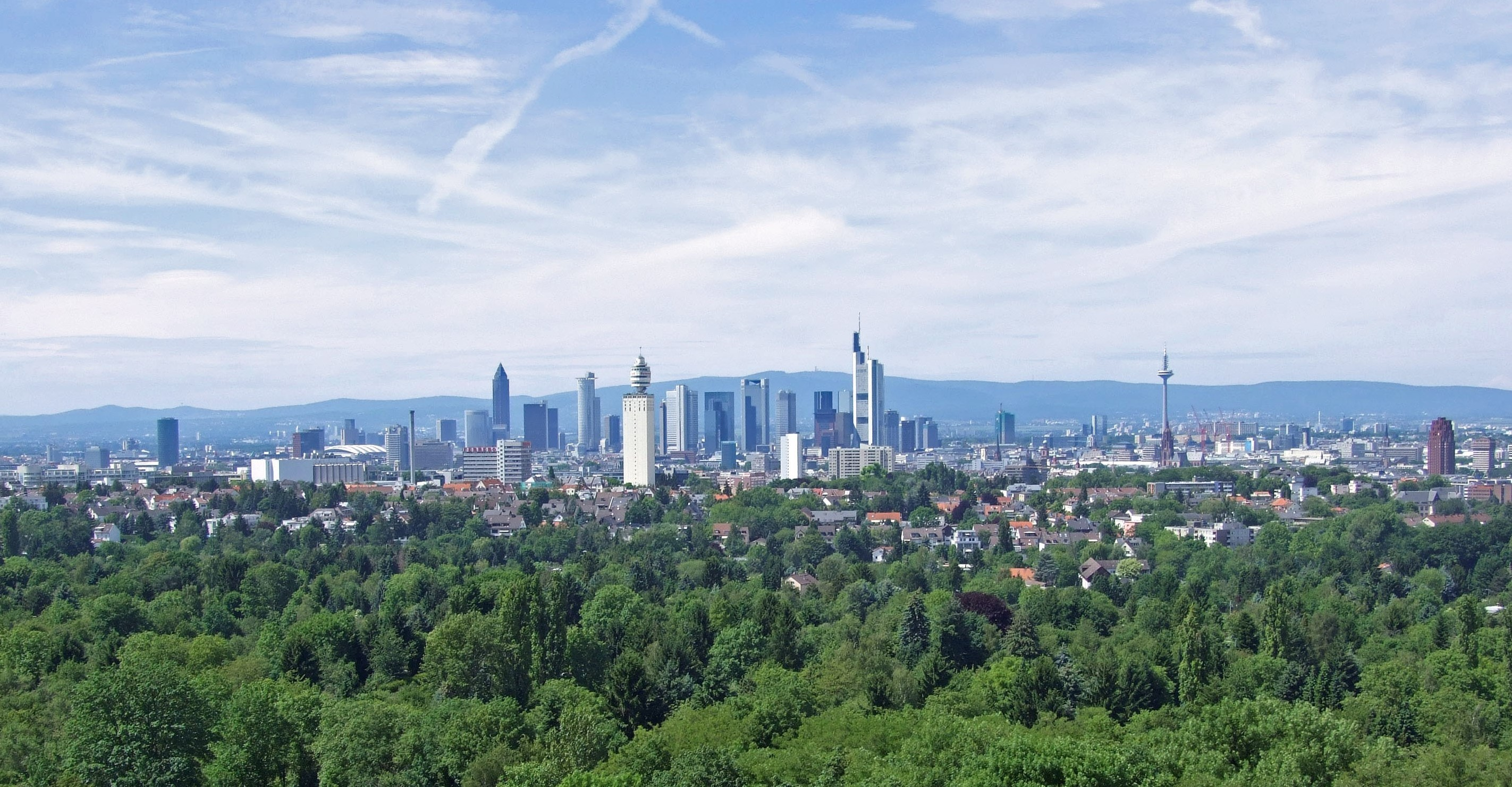
Vue de Francfort avec le massif du Taunus en arrière-plan.

Le Taunus est la partie sud-est du massif schisteux rhénan et s'étend sur environ 75 km de long par 35 km de large pour une superficie de 2 700 km2. À l'ouest, il est délimité par la vallée du Rhin moyen qui le sépare du Hunsrück. Au nord, la vallée de la Lahn fait office de frontière naturelle avec le massif de Westerwald. À l'est les cours d'eau de Dießenbach et de Kleebach et la Vettéravie marquent la fin du massif. Au sud, le Rheingau et la plaine dans le bassin du Main délimitent le massif.

## Histoire

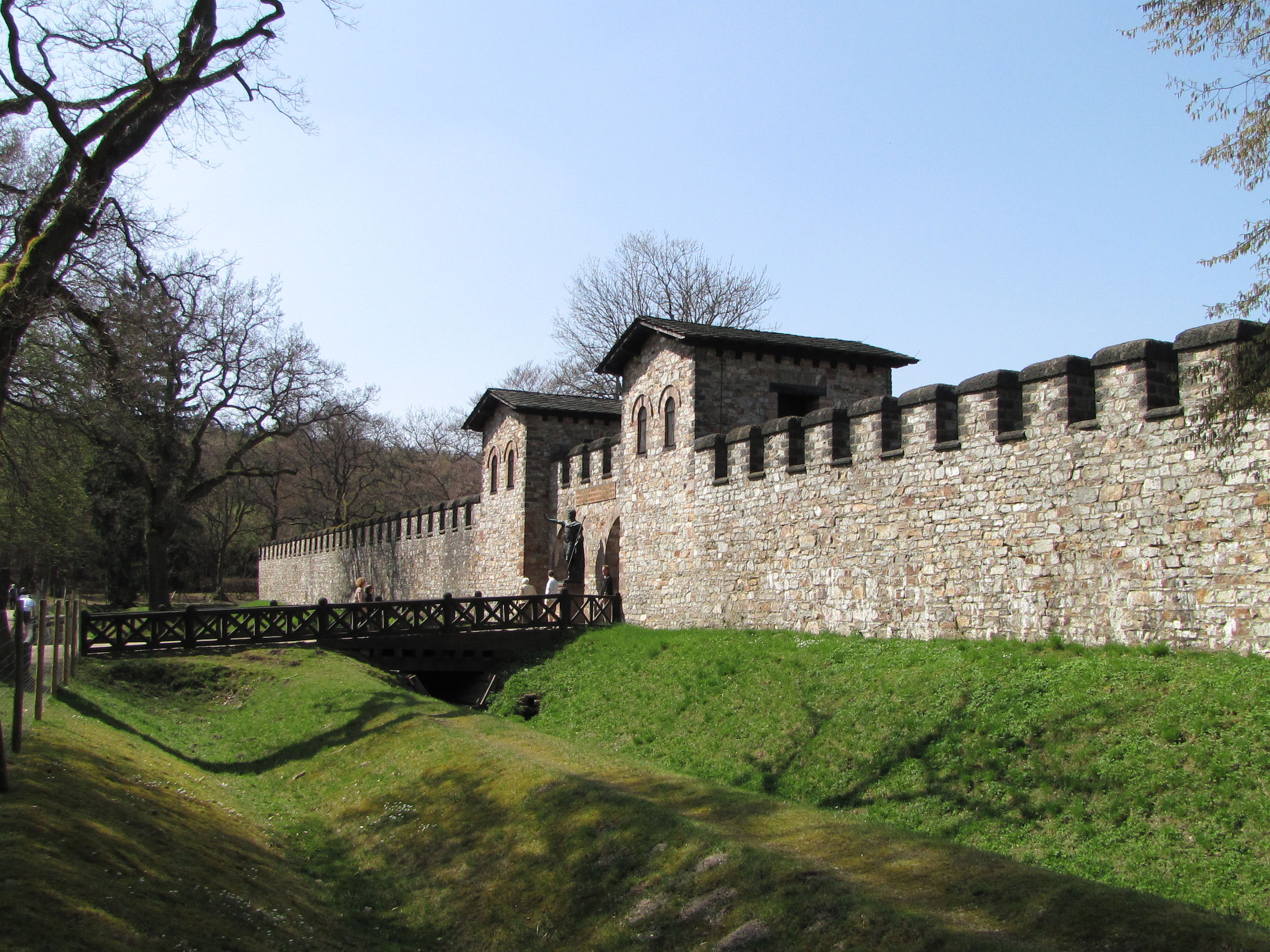
Saalburg, fort romain reconstruit

Les premiers signes d'occupation humaine du Taunus remontent au Néolithique et sont en lien avec la culture de Michelsberg, comme les vestiges du mur d'enceinte de Kapellenberg (Ringwall Kapellenberg en allemand) près de Hofheim am Taunus. Dans les environs de Wehrheim ont été découverts des tumulus remontant à la civilisation des champs d'urnes (du XIe au Xe siècle av. J.-C.).
Plus tard les Celtes s'établirent dans le Taunus et ses environs. Un rempart circulaire sur le mont Altkönig a été daté à environ 400 av. J.-C.. Un autre rempart circulaire près de Weilrod ainsi que des traces de colonies celtes sur la colline du Hühnerküppel ont également été redécouverts. Du IIe au Ier siècle av. J.-C., l'oppidum d'Heidetränk était l'une des quatre plus grosses villes celtes d'Europe.

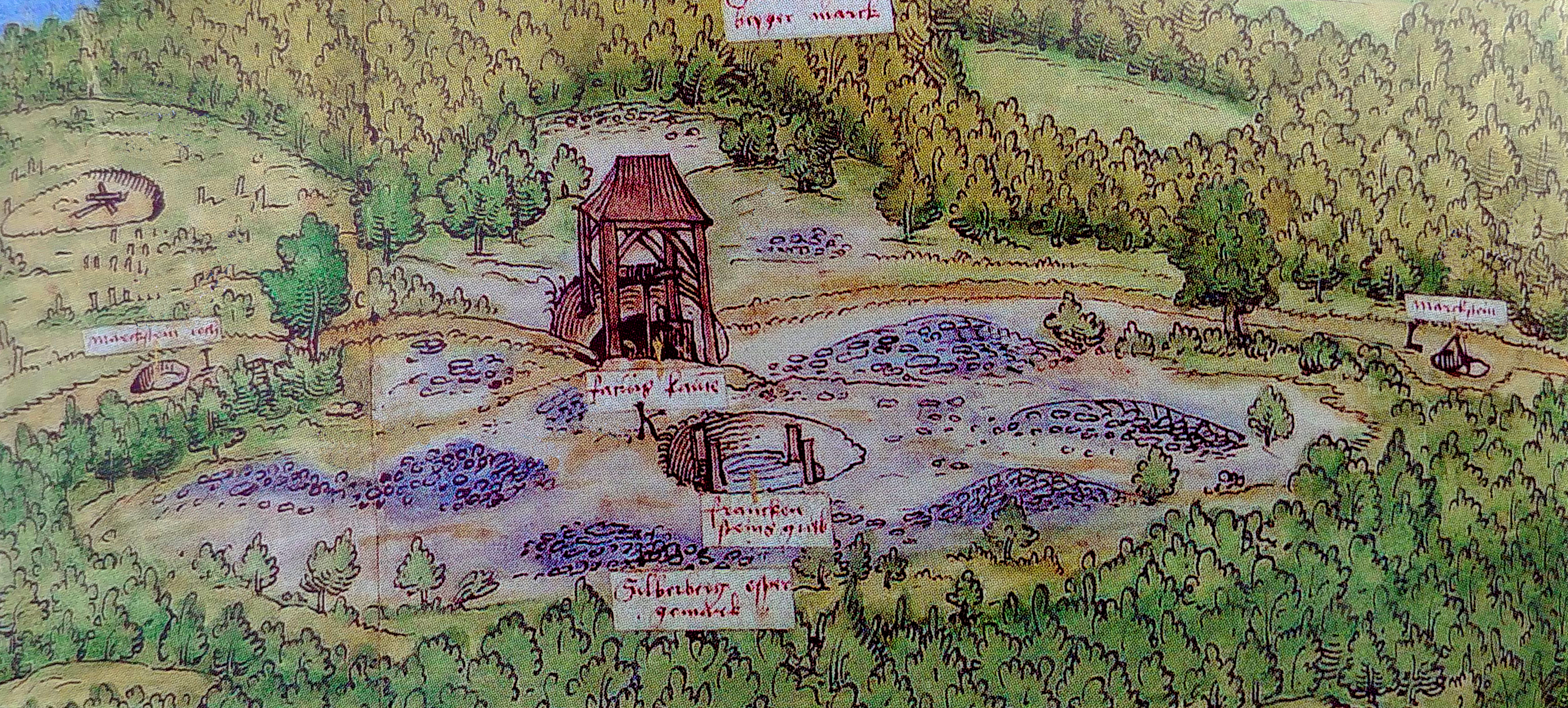
La, exploitation minière dans le Taunus, détail d'une peinture de Hans Döring, 1544.

Du Ier au IIIe siècle, le limes de Germanie parcourait les crêtes du Taunus et, par endroits, il est encore visible aujourd'hui. Le fort romain reconstruit du Saalburg est un musée. À la chute de l'Empire romain d'Occident, les Francs occupèrent la région. Des champs funéraires remontant des Mérovingiens aux Carolingiens ont été également découverts dans le Vordertaunus (partie située au sud du massif). Peu après apparaissent les premières preuves documentées de colonies sur place.
Des mines d'argent comme celle de la fosse de Silbersegen (de) y sont exploitées à partir du Moyen Âge. 
De 1806 à 1866,  la plus grande partie du Taunus appartient au duché de Nassau. Elle est rattachée au royaume de Prusse après la guerre austro-prussienne de 1866-1867.
Après la Première Guerre mondiale, une erreur de mesure lors de l’établissement des zones d’occupation alliées a provoqué la naissance de l’État libre du Goulot.

## Culture
La Ford Taunus doit son nom au massif.
L'intrigue du roman d'Alexandre Dumas, Albine ou le Château d’Eppstein, se déroule dans ce massif.